# Kirasjerzy

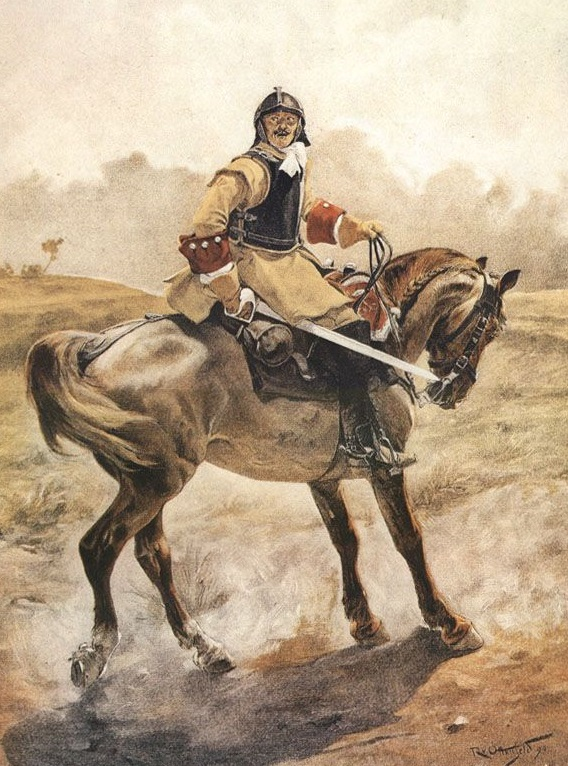
Austriacki kirasjer (przełom XVII-XVIII w.)

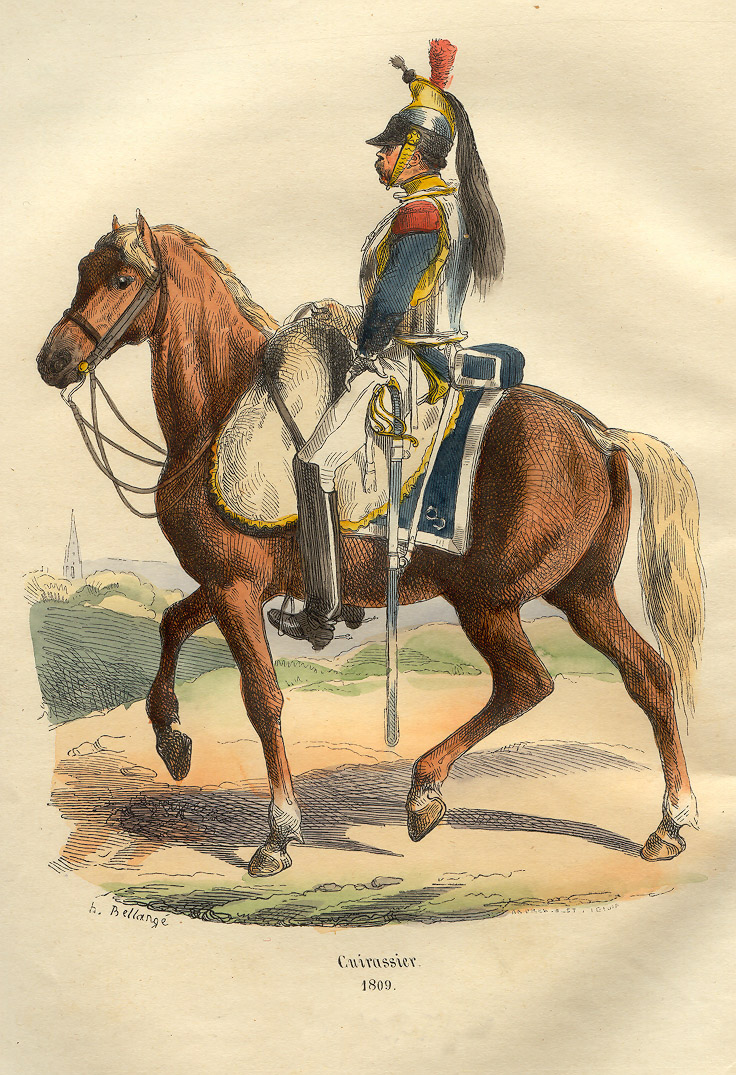
Kirasjer napoleoński (XIX w.)

Kirasjerzy (fr. cuirassier – kiryśnik, pancerny) – rodzaj (formacja) ciężkiej jazdy walczącej w zbrojach z płyt metalowych (zbroja trzy czwarte, półzbroja lub sam kirys), obecny w armiach europejskich od XVI do XX wieku.

## Historia
Jazda tego rodzaju powstała w drugiej połowie XVI wieku z przekształcenia ciężkozbrojnej jazdy kopijniczej, stanowiąc kolejny etap rozwoju europejskiej jazdy ciężkiej. Pancerz używany przez tych jeźdźców był znacznie lżejszy, zapewniający w walce większą swobodę ruchów i sprawność. Zamiast metalowych blach stosowano też grubą skórę, stąd pochodzenie nazwy od francuskiego cuir (skóra). Znaczną uwagę poświęcano technice jazdy. Kirasjerzy potrafili zadawać skuteczne uderzenia zarówno nieprzyjacielskiej konnicy, jak i piechocie. W armiach stanowili formację uprzywilejowaną i byli zwolnieni z wielu obowiązkowych elementów służby.
W XVI wieku i na początku XVII wieku kirasjerzy walczyli ogniem z konia, stosując tzw. karakol. Dopiero w wojnie trzydziestoletniej mający doświadczenie w polskich wojskach Gottfried Heinrich zu Pappenheim i wzorujący się na nim Ottavio Piccolomini wykorzystywali kirasjerów do przeprowadzania szarż cwałem na białą broń. Odtąd kirasjerzy atakowali w zwartym szyku, galopem z odległości 1800-700 kroków. Do przełamywania linii nieprzyjaciela używali pałaszy, natomiast pistolety stanowiły broń rezerwową. Generał von Marvitz zapisał kiedyś: „Ta formacja przełamie wszystko, co jej stanie na drodze. Połowa z nich padnie pod kulami wroga lub wpadnie w okopy, a setki skręcą sobie kark. Ale oni się nie zatrzymają (a co dopiero mówić o zawróceniu), ponieważ przy całym tym zamęcie i łoskocie powodowanym przez setki koni rwących w zwartym szyku nawet najlepszy jeździec nie byłby w stanie kierować swoim wierzchowcem – są po prostu skazani na to, by się przebić. A nawet jeśli któryś z nich okiełzna konia i odzyska panowanie nad nim, niech lepiej zapomni o zatrzymywaniu się, bo zostałby powalony i stratowany przez gnających za nim. Nie ma zatem cienia wątpliwości, że po rozpoczęciu szarży może się ona zakończyć wyłącznie przełamaniem linii wroga lub śmiercią całego oddziału.”
Obok typowych kirasjerów w XVII wieku występowali tzw. półkirasjerzy, używający lżejszych zbroi i walczący przy użyciu arkebuzów. Stanowili oni specyficzny rodzaj jazdy, pośredni między kirasjerami i arkebuzerami.
Od połowy XIX wieku zaliczani byli do jazdy liniowej, która gdzieniegdzie zachowała nazwę kirasjerów. We Francji kirasjerzy przetrwali do 1914 r.
We Włoszech do chwili obecnej istnieje jeden pułk kirasjerów (Reggimento Corazzieri). Należy on do formacji karabinierów i pełni funkcję gwardii honorowej prezydenta Włoch.

## Uzbrojenie i wyposażenie

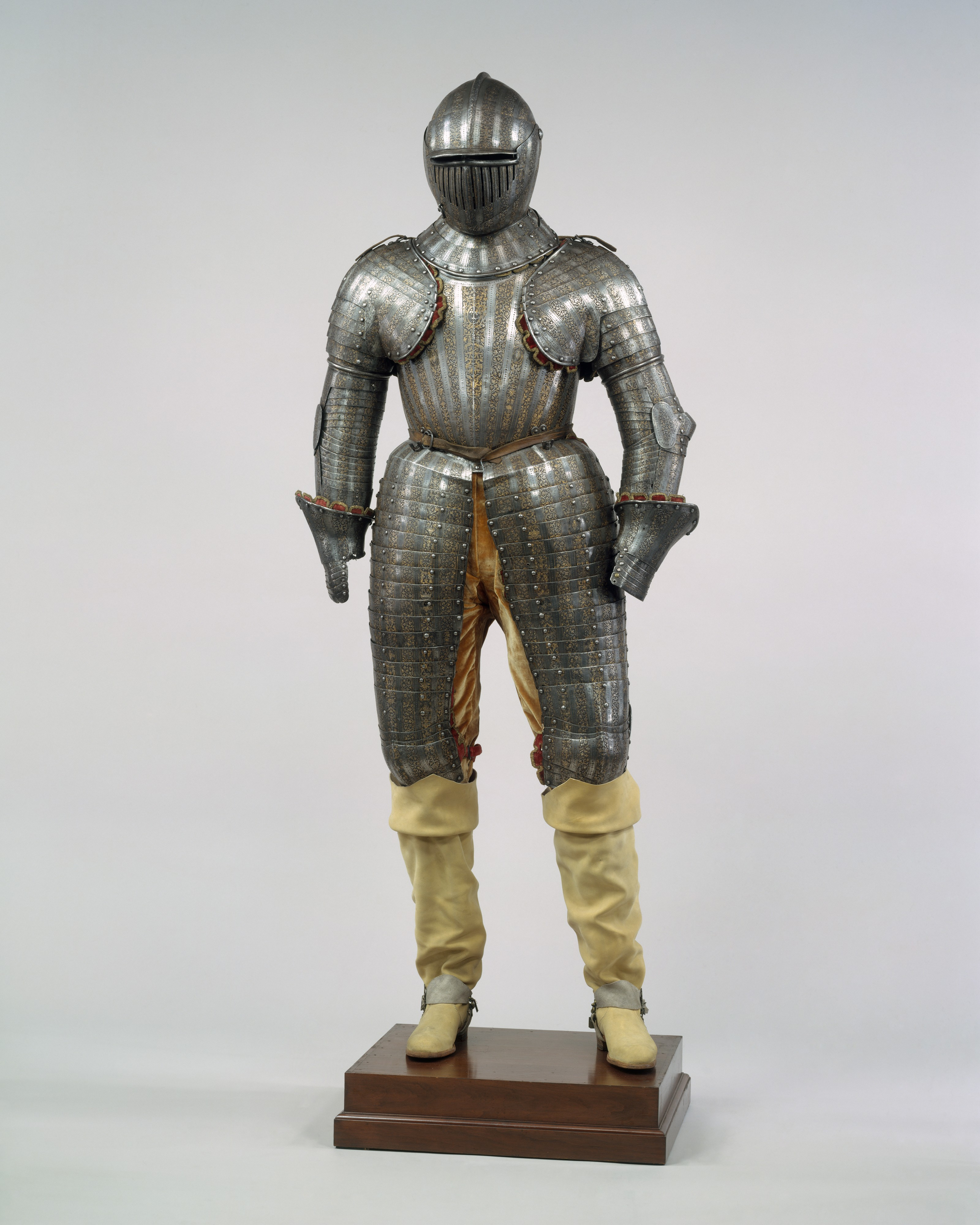
Zbroja kirasjerska (trzy czwarte) z początku XVII w.

Wcześniejsi kirasjerzy, tj. z drugiej połowy szesnastego i pierwszej siedemnastego, nosili prawie zawsze zbroje trzy czwarte (rzadziej półzbroje lub pełne). Płytowy kirys mógł mieć ukształtowaną krawędź dolną na wzór litery „V” lub prostą na wysokości pępka. Naramienniki zachodzące na kirys, by zasłonić słaby punkt, jakim była pacha. Naręczaki zwykle zintegrowane (opacha, nałokcica i stanowiły jeden element z wielu ruchomych połączonych blach), wewnętrzną część łokcia mogły zasłaniać folgi kompresyjne lub przedłużenie nałokcicy. Rękawice płytowe mogły mieć łuskowe palce lub być ich całkiem pozbawione, w przeciwieństwie do piętnastowiecznych rękawic, natomiast na wzór czternastowiecznych folgi osłaniające podstawę kciuka były zintegrowane z folgami śródręcza. Nogi były osłonięte długimi taszkami sięgającymi od kirysu do kolan. Wśród hełmów używanych przez tę formację można wymienić między innymi hełmy kirasjerskie, szturmaki zamknięte oraz otwarte, a niekiedy także moriony. Ochronę szyi mógł stosować oddzielny obojczyk płytowy wsuwany pod kirys lub przedłużenie hełmu. Stopniowo, w miarę rozwoju broni palnej, zbroje pogrubiano. a tym samym dociążano, rezygnując z rękawic, taszek, naręczaków, obojczyków czy części hełmu na rzecz zwiększania odporności kirysu.

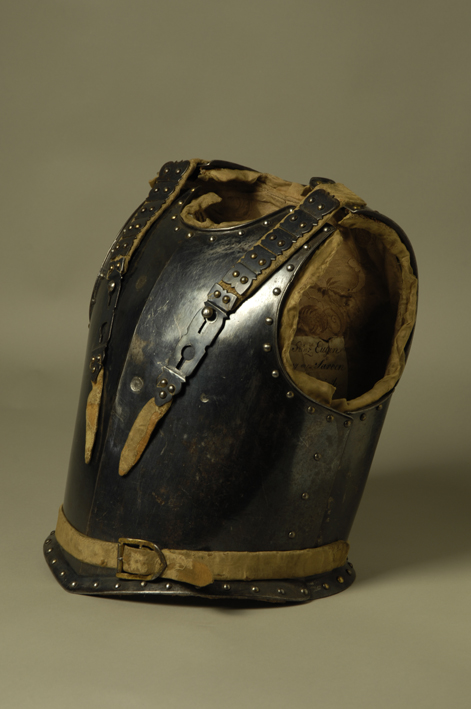
Zbroja kirasjerska (kirys) z XVIII w.

Wyposażenie ochronne późniejszych kirasjerów obejmowało stalowy kirys o wysokości około 47 cm, szerokości 44 cm (na wysokości piersi) i wadze 8-9 kg, zapinany skórzanymi pasami wzmocnionymi poprzez dodanie łusek. Chronił on pierś i plecy jeźdźca przed ciosami broni białej i kulami muszkietowymi (wystrzelonymi z odległości nie mniejszej niż 50 kroków). Kula pistoletowa mogła go przebić tylko wystrzelona z bardzo bliskiej odległości (2-3 kroki). W przeciwieństwie do dawniejszych kirysów miały też one znacznie ciaśniejsze wcięcia na ręce, co pozwalało osłonić nieco większy fragment torsu. Wcięcia te jednak ograniczały ruch rąk, utrudniając wykonywanie cięć z lewej strony, choć nie przeszkadzało z wyprowadzaniem pchnięć lub cięć z prawej.
XIX-wieczni kirasjerzy nosili stalowe, otwarte hełmy (kaski), nawiązujące do antycznych hełmów Greków i Rzymian. Miały otok z czarnego niedźwiedziego futra, a ozdobione były nadgrzebieniem z końskiego czarnego włosia i piórem pąsowym na lewym boku. Zabezpieczano je paskiem zapinanym pod brodą lub dolną wargą, który dla dodatkowej ochrony wzmacniano metalowymi łuskami. Umundurowanie obejmowało również zamszową kryzę, mundur, skórzane spodnie oraz buty z cholewami (botforty).
Na uzbrojenie kirasjera składały się pałasz (wcześniej rapier), para pistoletów i krótka kawaleryjska skałkówka lub karabinek.

## Polscy kirasjerzy

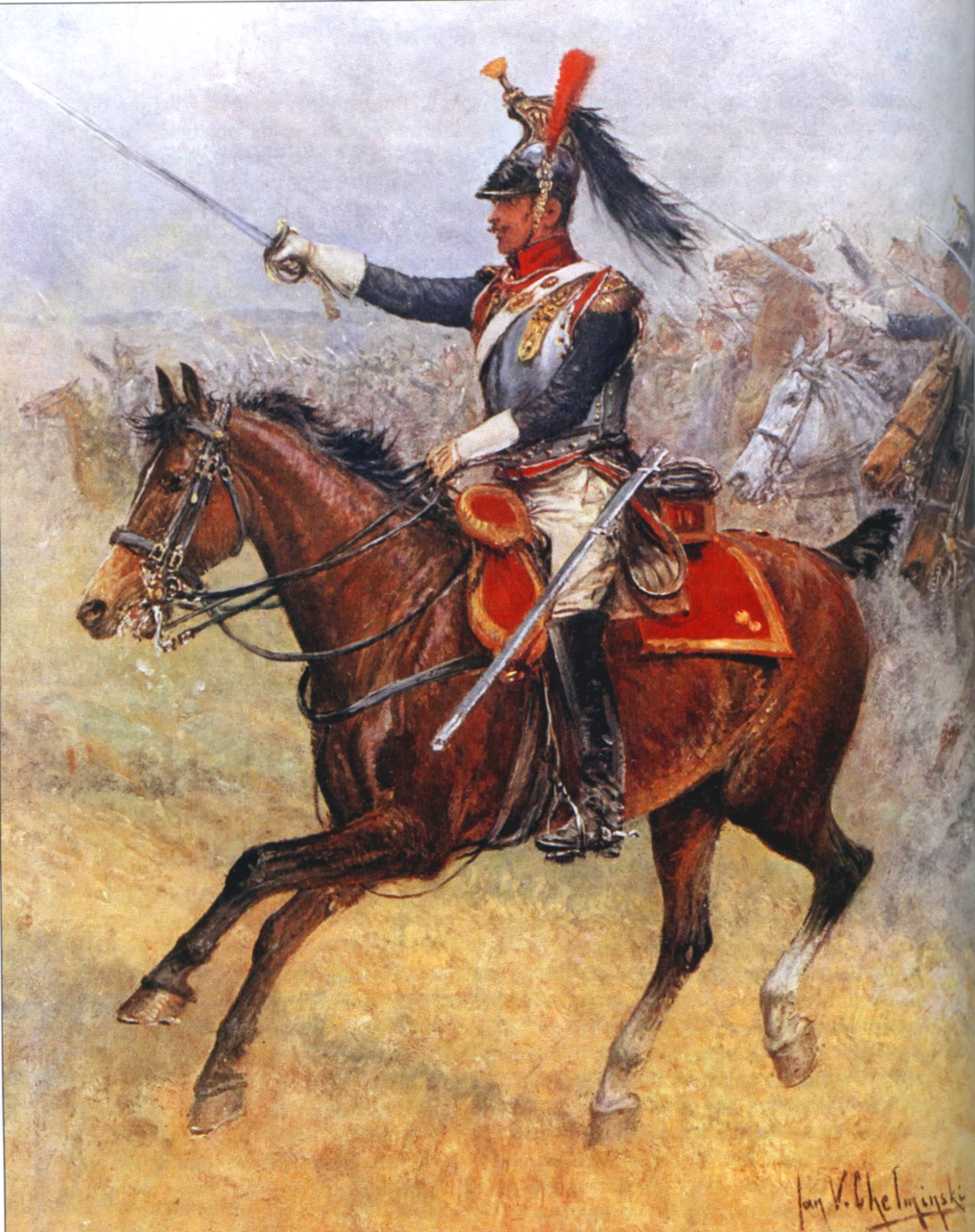
Kirasjer 14 pułku kirasjerów

W Księstwie Warszawskim istniał jeden pułk kirasjerów (14 pułk jazdy), sformowany w 1809. W czasie kampanii 1812 został przydzielony do 7 dywizji ciężkiej jazdy generała Jeana Lorge.
Tradycje jazdy pancernej w I Rzeczypospolitej sięgały wczesnego średniowiecza. Husarze po reformach króla Stefana Batorego przyjęli formę jazdy ciężkiej odpowiadającej późniejszym kirasjerom. Główna różnica polegała na taktyce i na użyciu lekkiej długiej kopii jako głównej broni zaczepnej.

## Niemieccy kirasjerzy

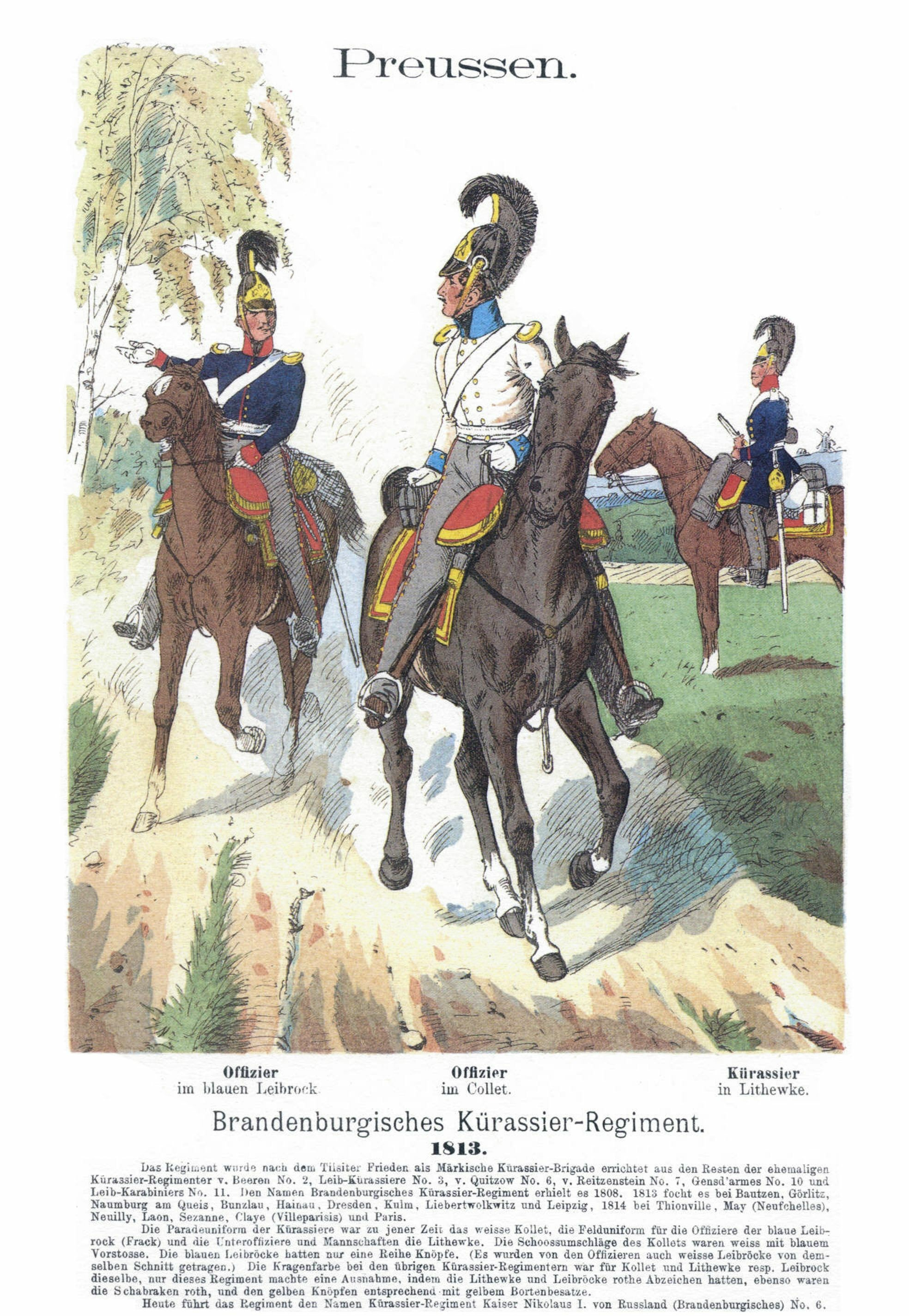
Niemieccy kirasjerzy

Kirasjerzy niemieccy to kawaleria ciężka, przeznaczona pierwotnie do uderzeniowych działań ofensywnych. 
Z chwilą wybuchu I wojny światowej w armii Cesarstwa Niemieckiego istniało 17 pułków jazdy ciężkiej: 10 kirasjerów pruskich oraz 7 pułków jazdy ciężkiej, 2 saskie oraz 2 bawarskie. Od 30 grudnia 1916 osiem pułków  przeorganizowano w spieszone pułki kawalerii.

Od listopada 1917 dziesięć pułków pruskich kirasjerów przeorganizowano w cztery pułki konne i sześć spieszonych, zaś siedem pułków jazdy ciężkiej dzieliło się na pięć konnych i dwa spieszone. 12 kwietnia 1918 jeden rezerwowy pułk kirasjerów rozwiązano.
Umundurowanie
Kirasjerzy nosili hełm kirasjerski wz. 1889 z nakarczkiem folgowym. Na hełm nakładano szarozielony pokrowiec wz. 1892 z numerem pułku. Czapki polowe miały otok w barwie pułkowej oraz białe wypustki wokół korony i otoku. W użyciu były kurtki polowe wz. 1910 z wypustkami w barwach pułkowych. Miały też kirasjerskie taśmy wzdłuż kołnierza, zapięcia i mankietów. Oficerowie gwardii przybocznej i kirasjerów gwardii nosili na kołnierzu długie, srebrne belki gwardyjskie na prostokątnych patkach. 

Buty to początkowo botforty z naturalnej skóry, a następnie kawaleryjskie buty jeździeckie wz. 1908. Oficerowie nosili  płaszcz wz. 1903 z kolorowym kołnierzem. Szeregowi używali  płaszcza wz. 1909 z patkami na kołnierzu w barwie pułku. 

Saskie pułki jazdy ciężkiej nosiły kurtki polowe wz. 1908. Ich czapki miały błękitne wypustki wokół korony i otoku, a na naramiennikach wypustka występowała w kombinacji barwy pułkowej i błękitnej. Dwa bawarskie pułki jazdy ciężkiej nosiły mundury takie jak piechota bawarska, ale ich kurtka polowa miała dodatkowo mankiety „szwedzkie”.